# Laura Esquivel
Laura Esquivel (født 30. september 1950) er en mexicansk forfatter. Hun blev født som tredje barn ud af en børneflok på fire, af Josefa Valdés og hendes mand telegrafisten Julio César Esquivel.
Laura Esquivels debutroman er Hjerter i chili (spansk: Como agua para chocolate, engelsk: Like Water for Chocolate) udgivet i 1989. Hjerter i chili handler om pigen Tita, der bor på en farm i Mexico med sin dominerende mor og 2 ældre søstre. Grundet en familietradition må Tita som yngste datter ikke gifte sig, men skal tage sig af moderen til dennes død. Dette medfører store konflikter, ikke mindst i Titas kærlighedsliv. 
I sin debutroman bruger Laura Esquivel magisk realisme til at kombinere det almindelige med det overnaturlige. Inden for den magisk realisme leges der med det overnaturlige og de umulige begivenheder, som læseren må acceptere som en del af dagligdagen. Dette sker bl.a. gennem en beskrivelse af virkeligheden, hvor overdrivelser og voldsomme modsætninger er lige så sandsynlige og realistiske som enhver anden hverdagshændelse.
I 1960'erne oplevede den latinamerikanske litteratur med magisk realisme et stort gennembrud i Europa, fortrinsvis med forfatterne Isabel Allende fra Chile og Gabriel García Márquez fra Colombia.
Romanen Hjerter i chili foregår hovedsageligt under den Mexicanske revolution (1910-1921). Køkkenet har stor betydning for romanen og giver et indtryk af køkkenets vigtighed i Laura Esquivels liv. Laura Esquivel mener, at køkkenet er det vigtigste sted i hjemmet og karakteriserer det som en kilde til viden og forståelse, der bringer nydelse. Titlen på hendes debutroman refererer til den mexicanske nationale chilichokoladesovs, mole, der ofte tilberedes med mere end 24 ingredienser til betydningsfulde lejligheder. At fremstille mole kræver kærlighed og indfølelse for at få den særlige smag frem, og det er netop denne proces (der også afspejler hovedpersonens kærlighedsliv), hvor chokoladen fremstilles ved at den koges langsomt op med vand, der har givet romanen sin titel, der direkte oversat fra spansk betyder: som vand til chokolade.
Den mexicanskproducerede film Como agua para chocolate med den danske titel Hjerter i chili udkom i 1992. Filmen gav Laura Esquivel 10 Ariel-præmier fra det mexicanske filminstitut la Academia Mexicana de Artes y Ciencias Cinematográficas.
I 1994 modtog Laura Esquivel præmien ABBY (American Bookseller Book of the Year), og det var første gang, ABBY-prisen blev givet til en forfatter uden for USA. 
Laura Esquivel har i tillæg til den magiske realisme udforsket en varietet af litterære genrer. Hendes seneste roman, Malinche (2006), er en historisk roman, der foregår i det 16. århundredes Latinamerika. Laura Esquivel karakteriserer titelpersonen Malinche som en stærk kvinde, en ambassadør og et geni. Romanen inkluderer et aztekisk kodex af (Jordi Castells), der fungerer som Malinches dagbog.
Laura Esquivel har ligeledes udforsket den futuristiske litterære genre med romanen Kærlighedens lov (spansk: La ley del amor, 1995), der foregår i 23. århundredes Mexico City.

## Udgivelser
- Como agua para chocolate (1989) – Hjerter i chili – Like Water for Chocolate
- La ley del amor (1995) – Kærlighedens lov – The Law of Love
- Íntimas suculencias (1998)
- Estrellita marinera (1999)
- El libro de las emociones (2000) – The Book of Emotions
- Tan veloz como el deseo (2001)
- Malinche (2006)
- A Lupita le gustaba planchar (2014)